# The Best Man Wins
The Best Man Wins er en amerikansk stumfilm fra 1910.

## Medvirkende
- Anna Rosemond som Julia Seaton
- Martin Faust som Dr. John Seymour
- Frank H. Crane som Richard Calhoun
- Marie Eline som May